# روشوس ميش
روشوس ميش (بالألمانية: Rochus Misch) (29 يوليو 1917 - 5 سبتمبر 2013) كان رقيب الماني «اوباشافوهرر» في الكتيبة الأولى أس أس بانزر لايبشتاندارته أدولف هتلر خلال الحرب العالمية الثانية. أصيب بجروح بالغة خلال غزو بولندا في الشهر الأول من الحرب العالمية الثانية في أوروبا. بعد تعافيه، خدم في البيجليتكوماندو دس فوهررس حيث شغل منصب حارس شخصي ومسؤول عن بريد وتلغراف أدولف هتلر من 1940 حتى أبريل 1945.
عندما توفي في سبتمبر 2013، أصبح معروفًا على نطاق واسع في وسائل الإعلام بأنه كان واحد من آخر من عملوا في قبو الفوهرر.

## النشأة والتعليم
وِلد ميش في 29 يوليو 1917 في الت-شالكوفيتز بالقرب من اوبولي في مقاطعة سيليزيا (الآن مدينة بولندية).  توفي والده، عامل بناء، متأثرًا بجراحه التي أصيب بها في الحرب العالمية الأولى. وتوفيت والدته الأرملة بسبب التهاب رئوي عندما كان في الثانية والنصف من عمره، ونشأ مع أجداده. توفي كذلك شقيقه الأكبر برونو إثر حادث سباحة عام 1922.
وعلى الرغم من اعتراضات مدير المدرسة، جعله جده يترك المدرسة بعد ثماني سنوات لأنه كان يعتقد أن روشوس يحتاج إلى تعلم حرفة. وبعد عدة سنوات، انتقل ميش إلى هويرسفيردا وأصبح متدربًا في شركة "شمولر & مودل"، وهناك تدرب كرسام. في عام 1935، بعد أن عمل كرسامًا وصباغًا للجدران، التحق ميش بمدرسة الماجستير للفنون الجميلة في كولونيا. وبعد ستة أشهر عاد الى هويرسفيرد لمواصلة تدريبه. التقى ميش بغيردا التي ستكون زوجته المستقبلية، في يوليو 1938. وتزوجا لاحقًا في ليلة رأس السنة عام 1942، وأنجبوا إبنة، هي بريجيتا جاكوب-إنجيلكين، والتي قامت بدعم القضايا اليهودية بعد نهاية الحرب العالمية الثانية.

## الخدمة العسكرية
في عام 1937، تلقى ميش إشعار إستدعاء للخدمة العسكرية. في أوفينبيرغ، بدلًا من الإنضمام الى الجيش، إنضم ميش إلى قوات إس إس-فرفوغونغزتروبه (SS-VT)، والتي كانت سلف قوات الفافن إس إس، حيث أن (SS-VT) لم تكن تتطلب خدمات عمال الرايخ في ذلك الوقت. تم إختياره مع أحد عشر شخصًا آخر لوحدة الحراسة الشخصية لهتلر، وهي اللايبشتاندارته أدولف هتلر (LSSAH). وفي أغسطس 1939، تمت ترقيته إلى رتبة إس إس-روتنفورر.

### الحرب العالمية الثانية
```
في سبتمبر 1939 أثناء غزو بولندا، تم إلحاق فوج ميرش بفيلق الجيش الثالث عشر، وهو جزء من 
الجيش الثامن
.
[
16
]
 في 24 سبتمبر وبالقرب من 
وارسو
 ، كان واحدًا من أربعة رجال اختارهم قائد فرقته، وكذلك الإس إس 
هاوبتشتورمفوهرر
 
فيلهلم مونكه
، للتفاوض على استسلام القوات البولندية خلال 
معركة مودلين
.
[
17
]
 تم إختياره بسبب قدرته على التحدث بالبولندية، على الرغم من أنها كانت محدودة للغاية. وبعد فشل المفاوضات، عاد الألمان إلى خطوطهم. وعندما أصبحوا على بعد حوالي 80 مترًا من الحصن، بدأ إطلاق النار.
[
18
]
 وأصيب ميش بعدة طلقات فسقط أرضًا وفقد وعيه. ثم حمله بعض الجنود الألمان إلى مركز المساعدة. وفي وقت لاحق، تم نقله إلى مستشفيين مختلفين.
[
19
]
 بعد ذلك، أمضى ستة أسابيع في 
دار التمريض
.
[
19
]
 تقديرًا لأفعاله، حصل ميش على وسام 
الصليب الحديدي
 من الدرجة الثانية.
[
19
]
 ونظرًا لكون ميش آخر فرد على قيد الحياة من عائلته في 
سيليزيا السفلى
، فقد أوصى به مونكه للانضمام إلى إس إس 
بيغلايتكوماندو دس فوهررس
 (قيادة حرس مرافقين 
الفوهرر
 FBK).
[
20
]
 وكانت هذه الفرقة مكونة من أعضاء 
قوات الأمن الخاصة
، بما في ذلك رجال من وحدة حراسة هتلر (LSSAH)، الذين لم يخدموا في الخطوط الأمامية.
[
21
]
```

تم نقل ميش إلى قيادة حرس مرافقين هتلر (FBK) في أوائل مايو 1940. ولأنه كان عضوًا صغيرًا في هذا الحرس، كان ميش يسافر مع هتلر طوال الحرب. وعندما لم يكن ميش والآخرون في الوحدة يعملون كحراس شخصيين، عملوا كمشغلي هواتف، وسعاة، ومنظمين، وخدم، ونوادل. أثناء الخدمة، كان أعضاء FBK هم الرجال المسلحون الوحيدون الذين سمح لهم هتلر بالتواجد بالقرب منه. حيث لم يضطروا أبدًا إلى تسليم أسلحتهم ولم يتم تفتيشهم مطلقًا عندما كانوا مع هتلر. ولكن لقد تسبب ذلك في بعض القلق لدى ميش لأنهم كانوا مسلحين فقط بمسدسات فالتر بي بي.
في 16 يناير 1945، وبعد هزيمة الفيرماخت في معركة الاردين، إنتقل ميش وبقية طاقم هتلر الشخصي إلى قبو الفوهرر وفوربونكر تحت حديقة مستشارية الرايخ في برلين. وهناك قام قائد FBK، فرانز شادله، بتعيين ميش ليكون مشغل الهاتف في القبو. تعامل ميش مع جميع الاتصالات المباشرة من المخبأ. ولم يتركها لفترة طويلة حتى إنتهت الحرب في مايو 1945. وفي 22 أبريل 1945، اتصل به شادله هاتفيًا وأخبره أن هناك مكانًا مخصصًا لزوجته وإبنته الصغيرة على إحدى الطائرات الأخيرة التي ستغادر برلين. ولذلك تم تسريح ميش مؤقتًا من الخدمة وتوجه لإصطحاب عائلته إلى الطائرة. إلا أن زوجته رفضت أن تأخذ ابنتهما وتتركه هو ووالديها في برلين. وعند عودته إلى مستشارية الرايخ، علم ميش أن هتلر كان يطلق سراح معظم الموظفين المتبقين لمغادرة برلين. بحلول ذلك التاريخ، حيث كان الجيش الأحمر يدخل برلين، أحضر وزير الدعاية يوزف غوبلز وزوجته ماغدا أطفالهما الستة الصغار للإقامة في الفوربونكر. وانتقل يوزف غوبلز إلى الغرفة المجاورة لقسم الهاتف الذي يديره ميش في الطابق السفلي من قبو الفوهرر. وكان أطفال عائلة غوبلز يلعبون في الممر المحيط بمركز ميش.
في 30 أبريل، كان السوفييت على بعد أقل من 500 متر من المخبأ. وفي ظهر ذلك اليوم، إنتحر هتلر وإيفا براون بعد أقل من 40 ساعة من زواجهما. شهد ميش اكتشاف جثتي هتلر وبراون. حيث تبع أوتو غونشه وخادم هتلر الرئيسي هاينز لينغه إلى باب غرفة هتلر الخاصة. وبعد فتح الباب، ألقى ميش "نظرة سريعة" فقط. ورأى إيفا وساقاها مرفوعتان إلى يسار هتلر على الأريكة. كانت عيناها مفتوحة وكانت ميتة. وكان هتلر ميتاً أيضاً. كان إما جالسًا على الأريكة أو على الكرسي بجانبها؛ ورأسه "مائلًا إلى الأمام قليلاً". قرر ميش المغادرة لإبلاغ شادله بالأحداث، ثم توقف وعاد إلى باب مكتب هتلر. ثم لاحظ ميش أن جثة هتلر قد تم إخراجها من داخل مكان الحادثة ولفها في بطانية. ثم التقطوها عدة رجال وحملوها أمامه. غادر ميش وأبلغ شادله بالأحداث، الذي أمره بالعودة إلى مركز عمله. بعد عودته إلى مقسم الهاتف، تذكر ميش لاحقًا قول الاونترشارفورر ريتزباخ "إنهم يحرقون جثة الرئيس الآن!". سأل ريتزباخ ميش إذا كان سيصعد إلى الطابق العلوي لمشاهدة الأحداث، لكن ميش رفض الذهاب. بعد ذلك، نزل غونشه وأخبر ميش أن جثتي هتلر وبراون قد تم حرقهم في حديقة مستشارية الرايخ.
كانت ميش ايضًا حاضرًا في المجمع المحصن عندما سممت ماغدا غوبلز أطفالها الستة ثم إنتحرت مع زوجها يوزف في 1 مايو 1945. وفقًا لميش، كان هذا الفعل الذي قامت به عائلة غوبلز بقتل أطفالهم الامر الاسوء والاكثر إثارةً للقلق. وبعد سنوات، ذكر أن هذا الحدث كان أفظع شيء شهده خلال فترته في المخبأ.
قبل انتحاره، أطلق يوزف غوبلز أخيرًا سراح ميش من الخدمة الإضافية؛ حيث كان حرا في المغادرة. كان ميش والميكانيكي يوانس هنتشل من آخر الأشخاص الذين بقوا في القبو. ولقد تبادلوا الرسائل مع زوجاتهم في حالة حدوث أي شيء لأي منهما. ثم صعد ميش إلى الطابق العلوي عبر أقبية مستشارية الرايخ إلى حيث كان يوجد مكتب شادله ليقدم تقريره للمرة الأخيرة. وفقًا لهنتشيل، بحلول ذلك الوقت كان جرح شظية ساق شادله قد تحول إلى غنغرينا. أخبر ميش شادله أن غوبلز أطلق سراحه. فأخبر شادله ميش بالطريق الذي يجب أن يسلكه لتجنب التطويق السوفييتي لمنطقة برلين. بعد ذلك، أطلق شادله النار على نفسه. فرَّ ميش من المخبأ في الصباح الباكر من يوم 2 مايو، قبل ساعات قليلة من استيلاء الجيش الأحمر عليه. التقى ببعض الجنود الآخرين وسافر شمالًا عبر أنفاق يو باهن (U-Bahn). وبعد ذلك بوقت قصير، وقعوا بالأسر بيد جنود الجيش الأحمر. تم إحضار ميش إلى سجن لوبيانكا في موسكو، حيث تعرض للتعذيب على يد ضُباط NKVD السوفييت في محاولة لإستخراج معلومات منه تتعلق بأيام هتلر الأخيرة. كان الزعيم السوفيتي جوزيف ستالين مهتمًا للغاية بمعرفة مصير هتلر والنظريات حول إمكانية هروبه. أمضى ميش ثماني سنوات في معسكرات العمل القسري السوفييتية.

## حياته اللاحقة والوفاة
بعد إطلاق سراحه من الأسر، عاد ميش إلى ما كان يعرف آنذاك ببرلين الغربية في 31 ديسمبر 1953. في ذلك الوقت، عملت غيردا زوجة ميش كمعلمة في نويكولن. عانى ميش لعدة سنوات بشأن ما يجب أن يفعل بحياته بعد الأسر. عُرضت عليه العديد من الوظائف الغريبة، من بين وظائف أخرى كعتّال في مستشفى وكسائق. معظم عروض العمل هذه كانت من خلال اتصالاته في زمن الحرب، وكانت تتطلب الابتعاد عن برلين، وهو ما رفضته زوجته. حصل فيما بعد على قرض مدعوم من فاعلي خير ألمان أثرياء لشراء متجر للرسم والديكور الداخلي من أحد المتقاعدين في برلين. أدار ميش هذا العمل المتواضع بنجاح، وخلال احتلال الحلفاء المبكر لبرلين شارك أيضًا في عمل جانبي وهو صناعة زبدة الفول السوداني للجنود الأمريكيين. بدأ هذا العمل على يد صديق ميش القديم، اسمه أدولف كلاينهولدرمان. وأصبح هذا العمل الجانبي ناجحًا جدًا لدرجة أن ميش فكّر في ترك متجره. ولكن أقنعته زوجته غيردا بالبقاء في مجال الرسم والديكور الداخلي. . استمر ميش في إدارة متجره حتى تقاعده في عام 1985 عن عمر يناهز 68 عامًا. في عام 1975، تم إنتخاب غيردا لعضوية برلمان برلين الغربية حيث عملت هناك لعدة سنوات، وبعد سنوات، أصيبت غيردا بمرض الزهايمر وتوفيت في عام 1998.
كان ميش مخلصًا لهتلر حتى نهاية حياته، حيث قال في اعتذاره النازي: "لم يكن هتلر وحشيًا. ولم يكن وحشًا. ولم يكن رجل خارق"، "... عادي جدًا. ليس مثل ما هو مكتوب"، و"كان رئيسًا رائعًا". علمت بريجيتا، ابنة ميش، من خلال جدتها لإمها أن غيردا امها من أصل يهودي. ومع ذلك، لم تذكر غيردا ذلك أبدًا ورفض والدها الاعتراف بذلك. أصبحت بريجيتا مهندسة معمارية ودعمت القضايا اليهودية. وذكرت أنها أصيبت بخيبة أمل بسبب عدم ندم والدها بعد الحرب.
بعد صدور الفيلم الألماني السقوط عام 2004 في فرنسا، أجرى الصحفي الفرنسي نيكولا بورسييه مقابلة مع ميش في عدد من المناسبات في عام 2005. ونُشرت السيرة الذاتية الناتجة باللغة الفرنسية بعنوان "كنت حارسًا شخصيًا لهتلر 1940-1945". في مارس 2006، تم إصدار الترجمات في أمريكا الجنوبية، اليابان، إسبانيا، بولندا، تركيا وألمانيا في عامي 2006 و2007. وعمل ميش كمستشار للكاتب كريستوفر ماكواري في فيلم فالكيري لعام 2008، وهو فيلم هوليوودي يتناول مؤامرة 20 يوليو.
في مقابلة عام 2005، وصف ميش فيلم السقوط بأنه "بروباغاندا أمريكية" أثناء مقارنة ما حدث في الفيلم بما حدث في الحياة الواقعية، مشيرًا إلى أنه على الرغم من أنه صور الحقائق المهمة بدقة، إلا أنه بالغ في تفاصيل أخرى للحصول على تأثير درامي. مثل صراخ شخصيات الفيلم وصراخها حيث يقول انه في ذاكرته عندما تحدث معظم الناس في المخبأ كانو يتحدثون بهدوء. كما أعرب في المقابلة عن بعض الشكوك فيما يتعلق بدور هتلر في الفظائع النازية، مشيرًا إلى أن "النازيين الجدد" غير حقيقيين ولكنهم مجرد أشخاص وطنيين يهتمون برفاهية بلادهم. وقال أن الولايات المتحدة غزت العراق عام 2003 لإثراء إسرائيل.
بعد إستماعه إلى تسجيل مدته 11 دقيقة لهتلر في محادثة خاصة مع المارشال الفنلندي كارل جوستاف إميل مانرهايم، قال ميش: "إنه يتحدث بشكل طبيعي، لكني أواجه مشاكل في لهجة الصوت؛ التنغيم ليس صحيحًا تمامًا. في بعض الأجزاء يبدو الصوت جيدًا، ولكن في أجزاء أخرى ليس كذلك. عندي احساس انه ليس هتلر وإنما شخص يقلد هتلر يبدو الأمر كما لو أن هناك من يقلده."
مع وفاة بيرند فون فريتاغ لورينجهوفن في 27 فبراير 2007، وأرمين ليمان في 10 أكتوبر 2008، وسيغفريد كنابه في 1 ديسمبر 2008، أصبح ميش هو آخر الناجين من قبو الفوهرر. نُشرت مذكراته باللغة الألمانية بعنوان "الشاهد الأخير" في عام 2008. ونُشرت النسخة الإنجليزية عام 2014 بمقدمة كتبها المؤرخ روجر مورهاوس. عاش ميش في برلين في نفس المنزل الذي انتقل إليه عندما أطلق السوفييت سراحه. يقع المنزل في منطقة Rudow في جنوب برلين. وكان ميش يستقبل بانتظام الزوار الذين يرغبون في التحدث معه أو إجراء مقابلة معه. وتوفي ميش في برلين في 5 سبتمبر 2013 عن عمر يناهز 96 عامًا.

## الكتب
- كنت حارسًا شخصيًا لهتلر 1940-1945، مع الكاتب نيكولا بورسييه. لو تشيرش ميدي 2006، (ردمك 978-2749105055).
- روشوس ميش: الشاهد الأخير. لقد كنت عامل هاتف هتلر وساعيه وحارسه الشخصي مع مقدمة بقلم رالف جيوردانو. الطبعة الحادية عشرة، بايبر فيرلاغ 2013، (ردمك 978-3-492-25735-0).
- شاهد هتلر الأخير: مذكرات حارس هتلر الشخصي. مجموعة كتب فرونتلاين 2014، (ردمك 978-1848327498).

### إستشهادات
1. 1 2  Misch 2014، صفحة 212.
2. ↑  Misch 2014، صفحة 123.
3. ↑  Misch 2014، صفحات 209, 213.
4. ↑  "Hitler's Secret Voice Recording"نسخة محفوظة 12 March 2017 على موقع واي باك مشين.. National Geographic. Retrieved 2017-03-10.
5. 1 2  Misch، Rochus (2008). Der Letzte Zeuge. Munich: Pendo Verlag GmbH. ISBN:978-3492257350.
6. ↑  Rosenberg، Steven (3 سبتمبر 2009). "I was in Hitler's suicide bunker". BBC News. BBC. مؤرشف من الأصل في 2009-09-03. اطلع عليه بتاريخ 2009-09-03.
7. 1 2 3 4 5 6  Rising، David (6 سبتمبر 2013). "Hitler Bodyguard Rochus Misch Dies at 96". أسوشيتد برس. ABC News. مؤرشف من الأصل في 2020-10-28. اطلع عليه بتاريخ 2020-10-28.
8. 1 2  Misch 2014، صفحة 11.
9. ↑  Misch 2014، صفحة 12.
10. ↑  Misch 2014، صفحات 11, 12.
11. ↑  Misch 2014، صفحات 14, 15.
12. ↑  Chawkins، Steve (6 سبتمبر 2013). "Rochus Misch dies at 96; Hitler's bodyguard was unrepentant". The Los Angeles Times. مؤرشف من الأصل في 2022-10-28. اطلع عليه بتاريخ 2013-09-07.
13. 1 2 3 4  Rosenberg، Steve (4 سبتمبر 2009). "My father was Hitler's bodyguard". BBC. مؤرشف من الأصل في 2009-09-08. اطلع عليه بتاريخ 2009-09-08.
14. ↑  Misch 2014، صفحة 19.
15. ↑  Misch 2014، صفحة 20.
16. 1 2  Misch 2014، صفحة 29.
17. ↑  Misch 2014، صفحة 30.
18. ↑  Misch 2014، صفحات 30, 31.
19. 1 2 3  Misch 2014، صفحة 31.
20. ↑  Misch 2014، صفحة 34.
21. 1 2  O'Donnell 1978، صفحة 101.
22. ↑  Misch 2014، صفحات 34, 35.
23. 1 2 3  Rosenberg، Steven (3 سبتمبر 2009). "I was in Hitler's suicide bunker". BBC News. BBC. مؤرشف من الأصل في 2009-09-03. اطلع عليه بتاريخ 2009-09-03.
24. ↑  Felton 2014، صفحة 104.
25. ↑  Misch 2014، صفحات 120, 121.
26. ↑  Beevor 2002، صفحة 278.
27. ↑  Misch 2014، صفحة 134.
28. ↑  Misch 2014، صفحة 150.
29. ↑  Misch 2014، صفحات 150, 151.
30. ↑  Misch 2014، صفحة 151.
31. ↑  Beevor 2002، صفحات 255, 256, 278.
32. ↑  Felton 2014، صفحة 140.
33. ↑  O'Donnell 1978، صفحة 258.
34. ↑  Joachimsthaler 1999، صفحة 140.
35. ↑  Joachimsthaler 1999، صفحات 128, 153, 160–182.
36. 1 2  Misch 2014، صفحات 171, 172.
37. 1 2  Misch 2014، صفحة 172.
38. ↑  Misch 2014، صفحات 172, 173.
39. 1 2  Misch 2014، صفحة 173.
40. ↑  Beevor 2002، صفحات 380, 381.
41. ↑  Misch 2014، صفحات 176, 177.
42. ↑  Misch 2014، صفحات 177, 178.
43. ↑  O'Donnell 1978، صفحة 348.
44. ↑  O'Donnell 1978، صفحة 350.
45. ↑  O'Donnell 1978، صفحة 341.
46. ↑  Misch 2014، صفحة 184.
47. ↑  Felton 2014، صفحة 154.
48. ↑  O'Donnell 1978، صفحات 16, 350.
49. ↑  Misch 2014، صفحات 185–187.
50. ↑  Misch 2014، صفحات 190–194.
51. 1 2  Misch 2014، صفحة 206.
52. ↑  Misch 2014، صفحة 207.
53. ↑  Misch 2014، صفحات 207, 208.
54. ↑  Misch 2014، صفحة 208.
55. 1 2  Misch 2014، صفحات 209, 210.
56. ↑  Misch 2014، صفحة 213.
57. ↑  Misch 2014، صفحة 2.
58. ↑  Hattemer-Higgins، Ida (21 فبراير 2005). "Hitler's bodyguard". Salon. مؤرشف من الأصل في 2012-02-23. اطلع عليه بتاريخ 2017-11-29.
59. ↑  "Secret Voice of Hitler". National Geographic. مؤرشف من الأصل في 2017-03-12.
60. ↑  "Last Hitler bodyguard Rochus Misch dies". BBC. 6 سبتمبر 2013. مؤرشف من الأصل في 2023-07-01. اطلع عليه بتاريخ 2013-09-06.
61. ↑  Misch 2014، صفحة xvii.
62. ↑  Abramowitz، Rachel (27 ديسمبر 2008). "Cruise, Singer and McQuarrie discuss 'Valkyrie'". لوس أنجلوس تايمز. مؤرشف من الأصل في 2023-04-07. اطلع عليه بتاريخ 2008-12-27.
63. ↑  Misch 2014، صفحة xiii.

## روابط خارجية
- Burns، Chris (15 أكتوبر 1999). "Berliners debate what to do with Hitler's bunker". CNN. مؤرشف من الأصل في 2021-02-24.
- Simon, Ralf (29 Jul 2007). "Des Teufels Leibwächter: Die Geheimnisse des letzten lebenden Hitler-Vertrauten". دير شبيغل online (بالألمانية). Archived from the original on 2019-12-23. Retrieved 2013-09-09. Part 2 – Eva Braun saß tot in der Couchecke
- Hattemer-Higgins، Ida (21 فبراير 2005). "Hitler's bodyguard". صالون (موقع إنترنت). مؤرشف من الأصل في 2008-03-07. اطلع عليه بتاريخ 2013-09-09. مقابلة مع روشوس ميش
- The last survivor of Hitler's bunker. BBC. 3 سبتمبر 2009. اطلع عليه بتاريخ 2013-09-09. On the 70th anniversary of the outbreak of WWII, the BBC hears from Rochus Misch, the last surviving person to have been in Hitler's bunker between April and May 1945.
- روشوس ميش على موقع IMDb (الإنجليزية)
- روشوس ميش على موقع قاعدة بيانات الفيلم (الإنجليزية)